# Station Nowa Bielawa
Station Nowa Bielawa is een spoorwegstation in de Poolse plaats Bielawa (Nowa Bielawa).